# Ermita del Calvario (Nules)
La ermita del Calvario es un edificio de culto católico, datado del siglo XVIII, que se encuentra en la calle Santa María del Corazón de Jesús de Nules, en la comarca de la Plana Baja, que está catalogado como Bien de Relevancia Local según la Disposición Adicional Quinta de la Ley 5/2007, de 9 de febrero, de la Generalitat, de modificación de la Ley 4/1998, de 11 de junio, del Patrimonio Cultural Valenciano (DOCV Núm. 5.449 / 13/02/2007), con código 12.06.082-014.

## Historia
La primera documentación de que se dispone de la existencia de un calvario en Nules, data de finales del siglo XVII, en concreto de 1690, lo cual supondría que es uno de los calvarios más antiguos de la Diócesis de Tortosa de aquella época.
Según el cronista oficial de Nules, Vicent Felip Sempere, en una visita pastoral que se realizó a Nules el 23 de octubre de 1690 se refleja la inspección realizada a la capilla del “Montis Calvarii” de Nules “et in venit bene”. Más tarde, ya entrado el siglo XVIII se construyó la casa del ermitaño, quedando el conjunto constituido por un vía crucis con sus 14 estaciones distribuidas entre cipreses y olivos y ubicadas en casalicios cuadrados rematados en chapitel de teja. También puede observarse que están los Siete Dolores de Nuestra Señora, hechos en retablos cerámicos, que se sitúan más cerca de la entrada al calvario y que se disponen en siete hornacinas.
En la época de la desamortización, el Calvario fue desacralizado y se utilizó para zona de cultivo, lo que supuso la destrucción total de los casalicios originales, aunque se conservó tanto la ermita como la casa del ermitaño.
Tras la guerra civil española, el Servicio Nacional de Regiones Devastadas y Reparaciones llevó a cabo la reconstrucción de casalicios y en ellos colocó placas de terracota de la fábrica de La Ceramo, en las que estaban representadas las catorce estaciones; también se llevaron a cabo trabajos en la ermita, ya que, entre otras cosas, la espadaña había sido destruida, siendo sustituida por otra aunque de menores dimensiones y con una traza más simple.
Ya en el siglo XX, entrados los años setenta, el Obispado que tenía la autoridad para ello, cedió, bajo unas condiciones concretas, parte de los terrenos del Calvario para la edificación en esos terrenos de una residencia de ancianos con el nombre de Residencia Nuestra Señora de la Soledad. Es por ello que la ermita, que había dejado de utilizarse para el culto desde hacía tiempo, se mantuvo en estas circunstancias hasta que, tras más de tres décadas, en el año 2012, se recuperó el culto.

## Descripción artística
La ermita se encuentra situada a las afueras del núcleo poblacional de Nules, en el antiguo camino de la Vilavella, muy cerca del barranco de la Serratella.
Se trata de una zona llana que ocupa una finca, de unas dos hectáreas, aproximadamente, de planta rectangular y cercada con pared de mampostería. Desplaza hacia el lateral izquierdo de la finca se encuentra la ermita, que tiene a la derecha la casa del ermitaño y enfrente el pozo.
La ermita es una pequeña capilla de planta rectangular y cubierta con bóveda de cañón en el interior, y externamente con tejado, a dos aguas, rematado en teja. Decoran su interior esgrafiados tanto en la bóveda como en el friso que rodea todo el perímetro interior de la ermita, guardando estos una gran similitud con los que puede observarse en la Iglesia de la Sangre de Nules y los de la Iglesia parroquial de Mascarell. En su interior destacan también las imágenes de Cristo Crucificado, La Virgen y San Juan.
Externamente presenta una puerta de acceso con dintel, sobre el cual se abre un óculo ovalado, terminando la fachada en una espadaña.

## Fiestas
La ermita del calvario cobraba relevancia en las fiestas de Semana Santa, ya que según la tradición, el Viernes Santo se realizaba una procesión con la imagen del Nazareno hasta llegar al calvario, donde se realizaba el rezo del Vía crucis, y al llegar a la séptima estación, el predicador de la Cuaresma realizaba, desde el balcón de la casa del ermitaño, un sermón de las Siete Palabras, también conocido como Sermón del Calvario. Esta tradición se recuperó en el año 2012, con la vuelta al culto de la ermita, tras la utilización de parte de sus terrenos, para la construcción de la residencia de la tercera edad existente en la actualidad.